# Власьев, Сергей Александрович
Серге́й Алекса́ндрович Вла́сьев (15 июля 1881, Москва — не ранее 1937) — русский и советский архитектор и преподаватель, автор памятника-обелиска в Александровском саду в Москве.

## Биография
В 1907 году окончил Московское училище живописи, ваяния и зодчества со званием классного художника архитектуры. Служил кондуктором 1-го класса Воронежской инженерной дистанции. В 1910 году получил должность преподавателя Строгановского училища. В 1913 году был назначен архитектором по квартирному довольствию войск Московского гарнизона. Выполнил неосуществлённые проекты перестройки здания МУЖВЗ, хлебной биржи и пристройки приделов церкви в Ивантеевке. После октябрьской революции входил в состав Строительного отдела Наркомпроса. В 1929 году участвовал в международном конкурсе проектов памятника-маяка Христофору Колумбу в Санто-Доминго. Жил на Второй Мещанской улице, 24.
По мнению доктора искусствоведения М. В. Нащокиной, в построенном Власьевым в 1915 году Доме попечительства при Московской городской управе заметны черты, свойственные авторскому почерку архитектора Льва Кекушева; предположительно, Власьев мог осуществлять постройку по проекту Кекушева, который в то время уже отошёл от активной строительной практики;

## Постройки
- 1910 — доходный дом (совместно с архитектором С. Ф. Воскресенским), Москва, Лялин переулок, 6;
- 1911 — доходный дом (совместно с архитектором С. Ф. Воскресенским), Москва, Первая Тверская-Ямская улица, 32 (не сохранился);
- 1911 — памятник на могиле К. М. Быковского, Москва, Ваганьковское кладбище;
- 1913 — Памятник в честь 300-летия дома Романовых (совместно со скульптором А. Адамсоном), Кострома, территория Костромского кремля) (не завершён);
- 1914 — Обелиск к 300-летию дома Романовых, Москва, Александровский сад (переделан; восстановлен в 2013 году с ошибками и неточностями)[5];
- 1914 — надстройка вторым этажом служб особняка М. С. Саарбекова, Москва, Поварская улица, 24[4];
- 1914 — конкурсный проект здания музея имени Я. П. Гарелина, Иваново-Вознесенск, 2-я премия (не осуществлён)[6];
- 1915 — дом попечительства при Московской городской управе, Москва, Пречистенская набережная, 1;
- 1928—1929 — комплекс жилых домов ЖК «Кисловское», Москва, Большой Кисловский переулок, 5, стр. 1, 2[7];
- 1931—кон. 1930-х — жилые дома Рабочего жилищно-строительного кооператива товарищества (РЖСКТ) им. Л. В. Красина, Москва, Старопименовский переулок, 4, стр. 1, 2, 6, ценный градоформирующий объект[7];
- 1934 — жилой дом, Москва, Крымский Вал, 8, ценный градоформирующий объект[7].